# Росляковская
Росляковская (также Лодка) — река в Таймырском Долгано-Ненецком районе Красноярского края, правый приток Енисея.
Длина реки — 22 километра. Исток находится в южной оконечности озера Долгое, на высоте 92 м над уровнем моря. Течёт Росляковская, в общем направлении, на юг, по холмистой лесотундре, принимая множество мелких безымянных притоков, также, в основном, вытекающих из небольших озёр. Впадает в Енисей, на высоте 6 м, на расстоянии 169 км от устья.
По данным государственного водного реестра России относится к Енисейскому бассейновому округу. Код водного объекта — 17010800412116100110890.